# サカイオーベックス
サカイオーベックス株式会社は、福井県福井市に本社を置く繊維製品およびアパレルの製造、販売などを行う企業である。

## 沿革
- 1891年 - 酒井商店創業。
- 1934年10月 - 酒伊織産株式会社設立。
- 1937年5月 - 酒伊繊維工業株式会社に社名変更。
- 1949年5月 東京証券取引所、大阪証券取引所、京都証券取引所上場。
- 1992年4月 - 現社名に変更。
- 2014年1月 - イタバシニット株式会社 子会社化[1]。
- 2018年2月 - 株式会社安井 子会社化[2]。
- 2019年1月 - 株式会社リムフィックス 子会社化[3]。
- 2021年9月 - マネジメント・バイアウトの一環としてサカイ繊維株式会社が株式公開買付けを実施し、議決権所有割合ベースで77.27%の株式を取得[4][5]。
- 2021年12月10日 - 東京証券取引所第1部上場廃止。